# 1334 هـ
1334 هـ هي سنة في التقويم الهجري امتدت مقابلةً في التقويم الميلادي بين سنتي 1915 و1916.

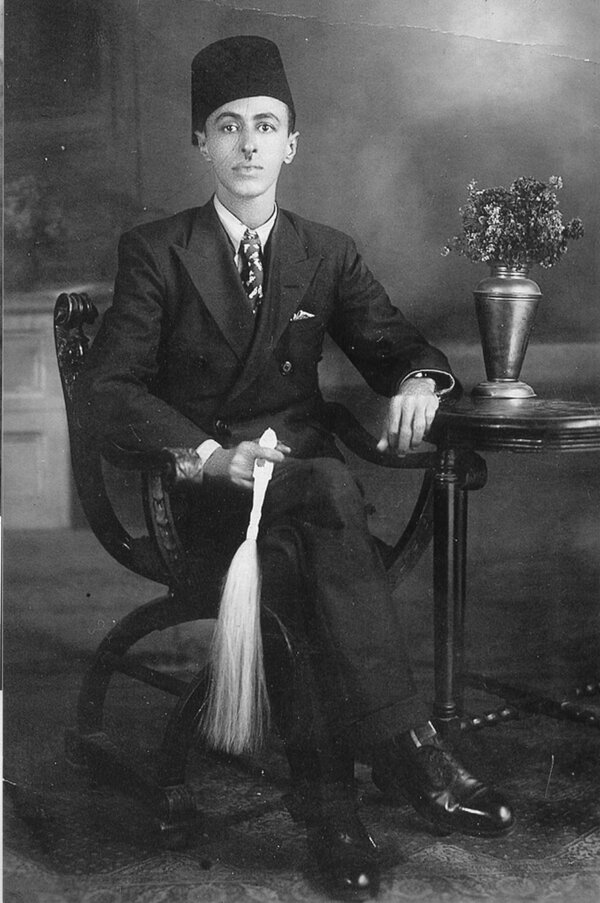
حسين سرحان

## مواليد
- حسين سرحان
- حمود التويجري
- عبد البديع صقر
- عبد الرحيم صديق
- محمد تقي بهجت الفومني
- محمد خليل هراس
- إبراهيم بن عبد الله السويل
- البرت حوراني
- جواد الملكي التبريزي
- حيدر بن عثمان الحجار
- سعد الدين أحمد المنكروي المليباري
- صلاح الدين المنجد
- عبد الخالق طه الشعار
- عبد الستار أحمد فراج
- عبد المنان الدهلوي
- محمد علي مغربي
- محمد محمود الصواف
- هاشم الخزندار

## وفيات
- أحمد القوصي
- بول كازانوفا
- دانيال بلس
- عارف الشهابي
- عبد الرحمن الغازيبوري
- علي بن حسين الخاقاني
- محمد علي الجهاردهي
- نجيب عازوري
- محمد أمين السفرجلاني، فقيه حنفي وأديب شامي.
- بن عزوز
- سليم الجزائري
- عبد الحميد الزهراوي
- محمد فاضل باشا